# Sophia Mott
Sophia Mott (* 17. August 1957 in Baden-Baden) ist eine deutsche Autorin und Musikerin. Sie hat vor allem Romane über historische Persönlichkeiten wie Giacomo Puccini, Martha Liebermann, Ludwig van Beethoven und Walther Rathenau verfasst.

## Leben
Sophia Mott wurde als Tochter des Musikers Ulrich Koch und dessen Frau Anneliese geb. Bullacher geboren. Sie wuchs in Gernsbach auf, wo sie das Albert-Schweitzer-Gymnasium besuchte. Nach dem Abitur studierte sie Kontrabass bei Günter Klaus an der Musikhochschule Würzburg. Sie schloss ihr Studium in Frankfurt mit dem Diplom ab und arbeitete in verschiedenen Orchestern. 1985 begann sie an der Universität Heidelberg ein Studium der Musikwissenschaften und der Germanistik.
Heute arbeitet sie als Autorin und unterrichtet an der Musikschule der Stadt Fulda Kontrabass, Violoncello und Musiktheorie.

## Werk
Motts erster Roman Der Fall Doria, Die Ehe von Elvira und Giacomo Puccini, erschien im Jahr 2002 und bildete die Vorlage für eine Oper, die 2017 am Volkstheater Rostock inszeniert wurde. Im Jahr 2019 folgte Dem Paradies so fern, Martha Liebermann. Das Buch schildert das tragische Schicksal der jüdischen Witwe des Malers Max Liebermann. Die  Geschichte ist als Martha Liebermann – Ein gestohlenes Leben mit Thekla Carola Wied in der Titelrolle für die ARD verfilmt worden. Beim Festival de Télévision de Monte-Carlo errang der Film zwei Goldene Nymphen für die Kategorien Bester Film und Beste Schauspielerin.
Zum 250. Geburtstag Ludwig van Beethovens erschien Mein Engel, mein alles, mein Ich, Beethoven und die Frauen. Robert Jungwirth schrieb: „Ein überaus spannendes und interessantes Buch zum großen Beethoven Jubiläum.“ (klassikinfo.de) Mit dem ersten jüdischen Außenminister in der Weimarer Republik Walther Rathenau, der 1922 von nationalistischen Freikorpssoldaten ermordet wurde, beschäftigt sich Motts  Roman Ihr Tänzer war der Tod, Walther Rathenau und der Große Krieg, erschienen 2022. 

## Publikationen
- Der Fall Doria. Die Ehe von Elvira und Giacomo Puccini. Katz, Gernsbach 2002, ISBN 3-925825-82-7.
- Dem Paradies so fern, Martha Liebermann. Ebersbach & Simon. Berlin 2019, ISBN 978-3-86915-172-4.
- Mein Engel, mein alles, mein Ich, Beethoven und die Frauen. Ebersbach & Simon, Berlin 2020, ISBN 978-3-86915-212-7.
- Ihr Tänzer war der Tod. Walther Rathenau und der Große Krieg. Osburg Verlag, Hamburg 2022, ISBN 978-3-95510-276-0.
- Goethe und die Frauen. Inszenierungen der Liebe. Ebersbach & Simon, Köln 2024, ISBN 978-3-86915-296-7